# Argiolaus silarus
Argiolaus silarus är en fjärilsart som beskrevs av Druce 1885. Argiolaus silarus ingår i släktet Argiolaus och familjen juvelvingar. Inga underarter finns listade i Catalogue of Life.